# Rudi Schmidt
Rudi Schmidt (* 1939 in Berlin) ist ein deutscher Soziologe.
Rudi Schmidt war von 1992 bis 2004 Professor für Arbeits-, Industrie- und Wirtschaftssoziologie an der Friedrich-Schiller-Universität Jena.
Seine Arbeitsgebiete waren: Empirische Studien zur Bewusstseinsforschung, zur Angestelltensoziologie, zu den industriellen Beziehungen, zur  Rationalisierungsforschung,
Managementsoziologie und zur Transformationsforschung. 
Schmidt gehört dem wissenschaftliche Beirat der PROKLA an.

## Schriften (Auswahl)
- Gesellschaftliches und politisches Bewusstsein von Arbeitern (zusammen mit Werner Kudera, Werner Mangold, Konrad Ruff, Theodor Wentzke). Europäische Verlagsanstalt, Frankfurt am Main 1979.
- Mitbestimmung in Ostdeutschland. Expertise für das Projekt „Mitbestimmung und neue Unternehmenskulturen“ der Bertelsmann Stiftung und der Hans-Böckler-Stiftung. Gütersloh (Bertelsmann Stiftung) 1998.